# Козлова, Нина Сергеевна
Нина Сергеевна Козлова — советский хозяйственный деятель, Герой Социалистического Труда.

## Биография
Родилась в 1923 году в Ярославской губернии. Член КПСС с 1947 года.
В 1939—1941 — рабочая в Москве, участница строительства оборонительных сооружений.
В 1941—1948 — сверловщица Угличского завода точных технических камней.
В 1948—1978 — выборщица, бригадир выборщиков технических камней Петродворцового часового завода Министерства приборостроения, средств автоматизации и систем управления СССР.
Указом Президиума Верховного Совета СССР от 20 апреля 1971 года присвоено звание Героя Социалистического Труда с вручением ордена Ленина и золотой медали «Серп и Молот».
Делегат XXII съезда КПСС.
Жила в Петергофе.

## Награды и звания
- Герой Социалистического Труда (20.04.1971)
- Орден Ленина (20.04.1971)
- Орден Трудового Красного Знамени (07.03.1960)